# Lacantunia enigmatica
Lacantunia enigmatica es una especie de pez siluriforme de la familia Lacantuniidae.

## Morfología
Los machos pueden llegar alcanzar los 42,7 cm de longitud total y las hembras 40,6.

## Alimentación
Se alimenta de peces, cangrejos, gambas y semillas grandes y duras.

## Hábitat
Es un pez de agua dulce y de clima tropical que vive hasta los 18 m de profundidad.

## Distribución
Se encuentra en Chiapas, en las cuencas del río Usumacinta, río Lacantún, en la selva Lacandona, Reserva de la Biosfera Montes Azules (México).